# Aplec de Calella
L'Aplec de Calella, l'origen del qual es remunta al 1926 i conegut com l'Aplec Pairal de Catalunya, és el degà dels aplecs de la sardana que se celebra al Passeig Manuel Puigvert i el Parc Dalmau de Calella com a escenaris naturals, si no plou, i quatre de les millors cobles de Catalunya.
L'aplec a néixer per commemorar el segon aniversari de la fundació de la Joventut Sardanística de Calella (antecessora de l'actual Agrupació Sardanista de Calella), en una sortida dominical a la font de Sant Jaume, al terme veí de Pineda de Mar. Així es va acordar en la reunió de junta del 31 de gener de 1926 i al mes de maig es recaptava una quota extraordinària per afrontar la despesa que suposaria fer venir les cobles Barcelona i La Principal de la Bisbal, les dues millors del moment. Davant l'èxit assolit, es va repetir cada any i se l'anomenà "L'aplec Llevantí de la Sardana".
A partir del 1929 la festa es traslladà al Parc Dalmau de Calella, que acabava d'esdevenir de propietat municipal i es fixà una data definitiva: el primer diumenge de juny. D'aleshores ençà, s'ha celebrat cada any, llevat de dos anys en el període de la Guerra Civil espanyola.
Després de la Guerra Civil fins al 1972, l'organització va anar a càrrec d'"Educación y Descanso". L'any següent i fins al 1976, fou una etapa de transició, a càrrec del Patronat Municipal de Turisme.
Des del 1977 fins a l'actualitat, l'Agrupació Sardanista és l'encarregada d'organitzar l'aplec. La visita l'any 1978 del Molt Honorable Josep Tarradellas, President de la Generalitat de Catalunya, que tornava de l'exili, va deixar una gran empremta a l'aplec.
Els darrers anys s'ha potenciat la vigília de l'Aplec amb un concert la tarda del dissabte i el trasllat de l'audició del diumenge a la nit del dissabte.